# 하드택
하드택(hardtack)은 밀가루, 물, 소금 등으로 만들어진 비스킷 또는 크래커의 일종으로, 주로 군용 또는 항해용으로 소비된다. 17세기부터 20세기 초까지 콘드 비프와 함께 세계 여러 군대의 기본 전투식량이었으며, 처음 생산되었을 때에는 끓여서 죽처럼 먹었다.
알래스카 지역의 혹독한 환경을 견뎌낼 수 있는 식품으로 알래스카 사람들의 기본 식단으로 선호되며, 2015년 기준 미국 히드택 생산량의 98%가 알래스카에서 소비된다.

## 사진

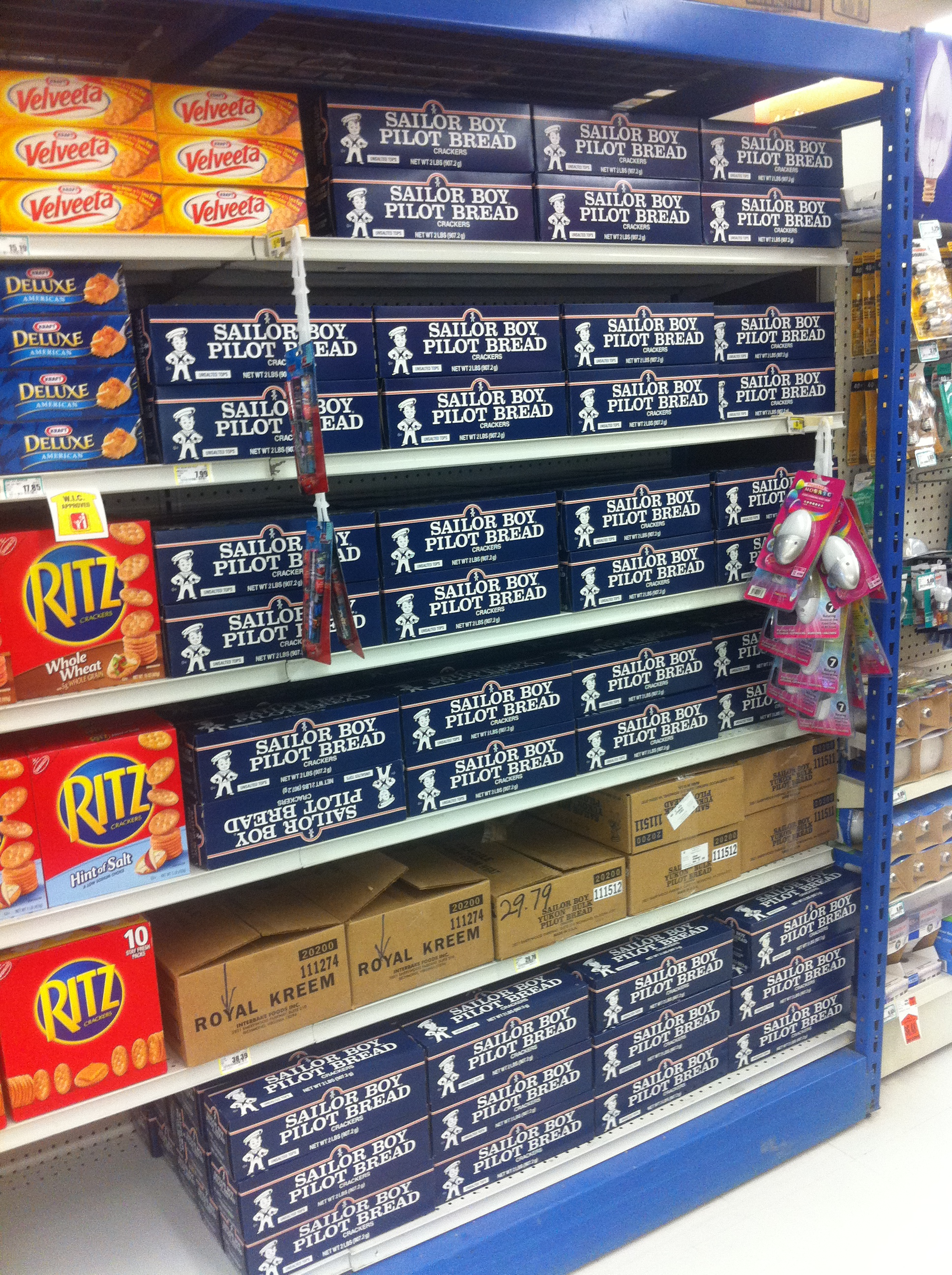
알래스카주 배로의 매점에 진열된 Sailor Boy Pilot Bread
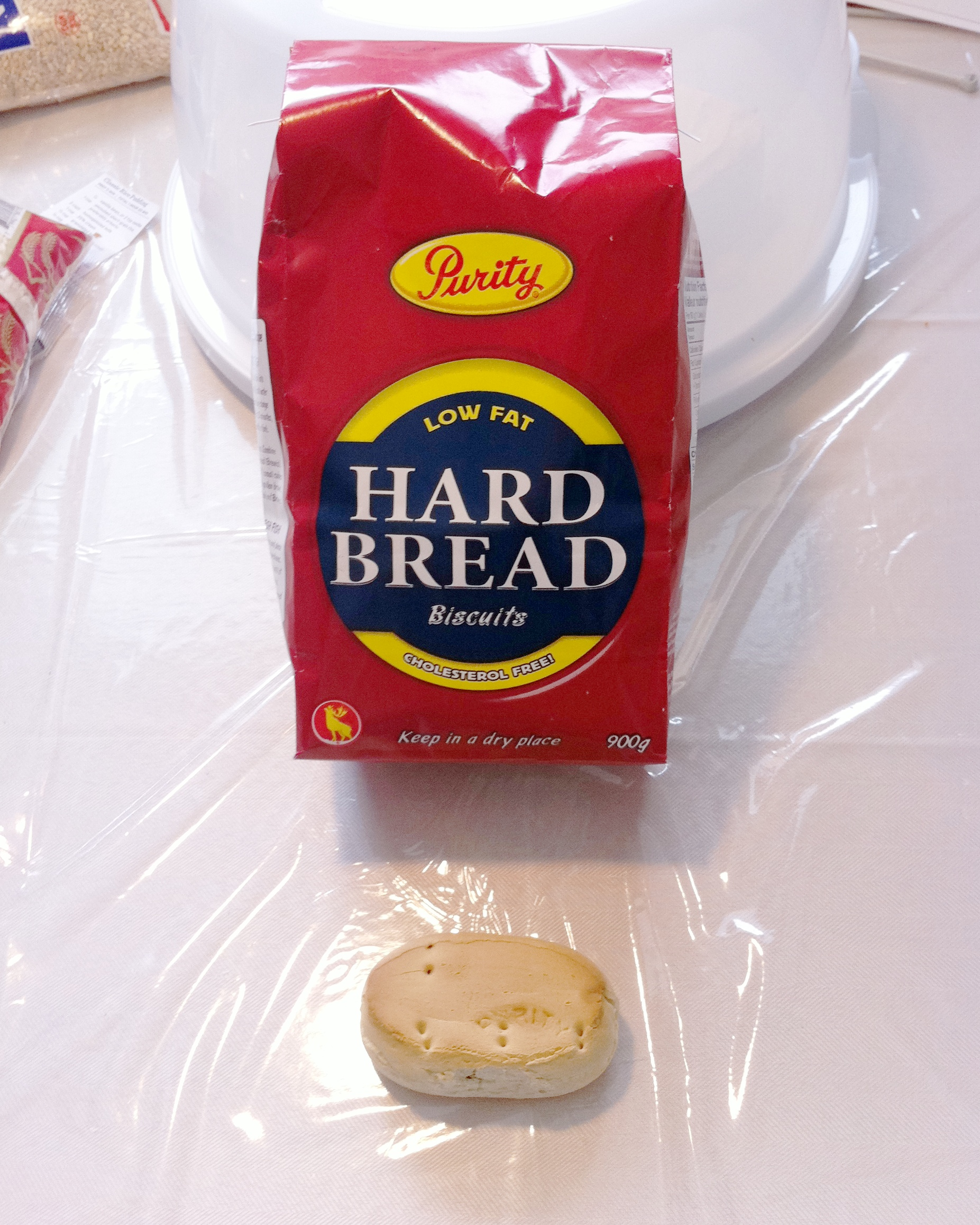
Purity Hard Bread 봉지와 그 앞에 놓여 있는 hard bread
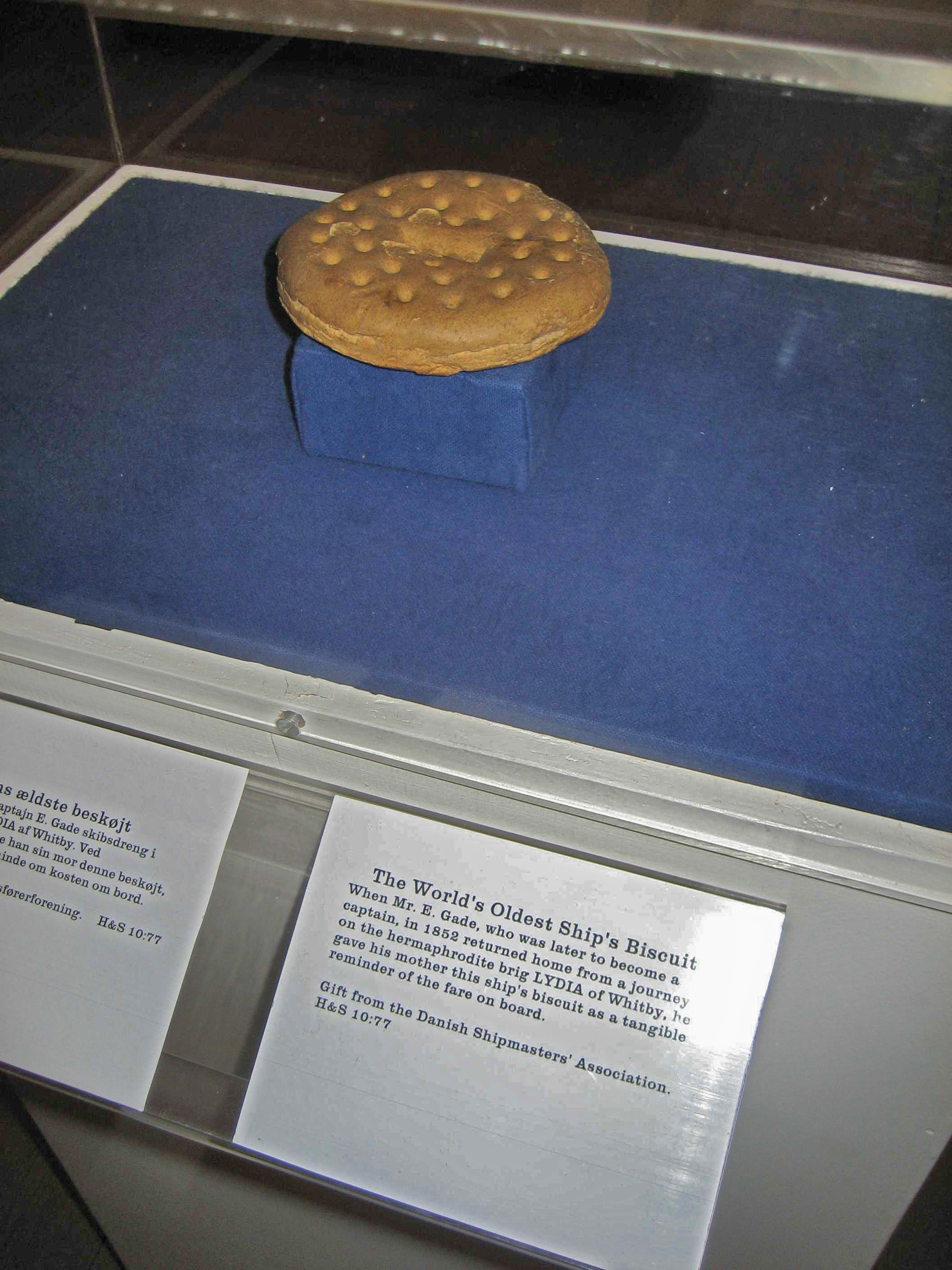
덴마크 크론보르에 전시된 ship buscuit
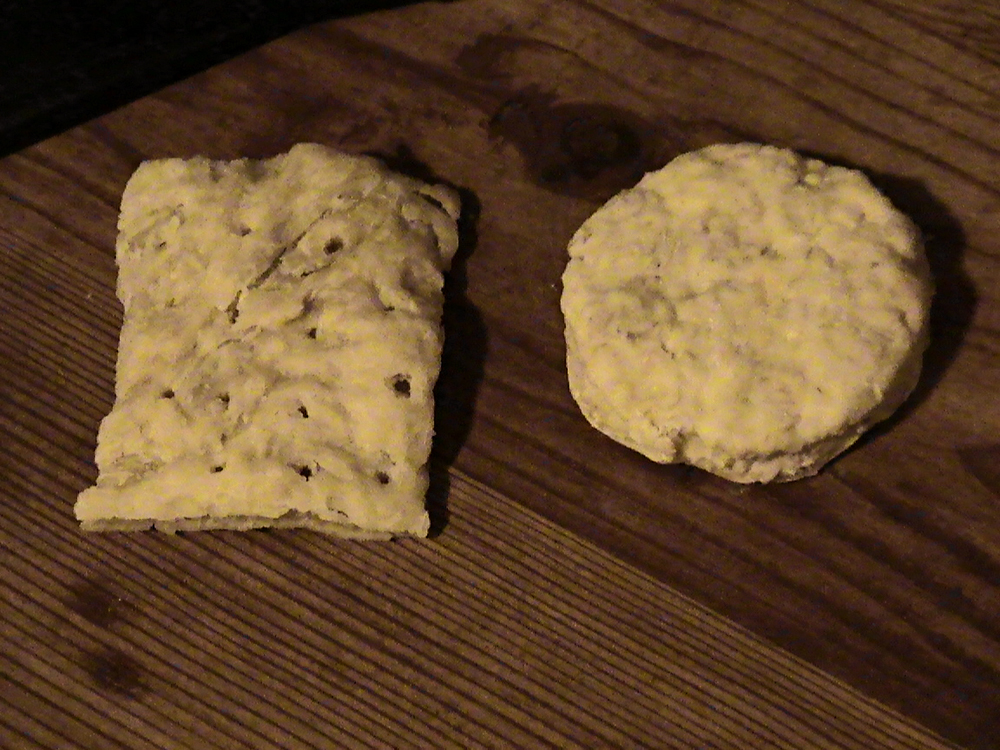
19세기 중반 미국의 제조법으로 재현한 하드택
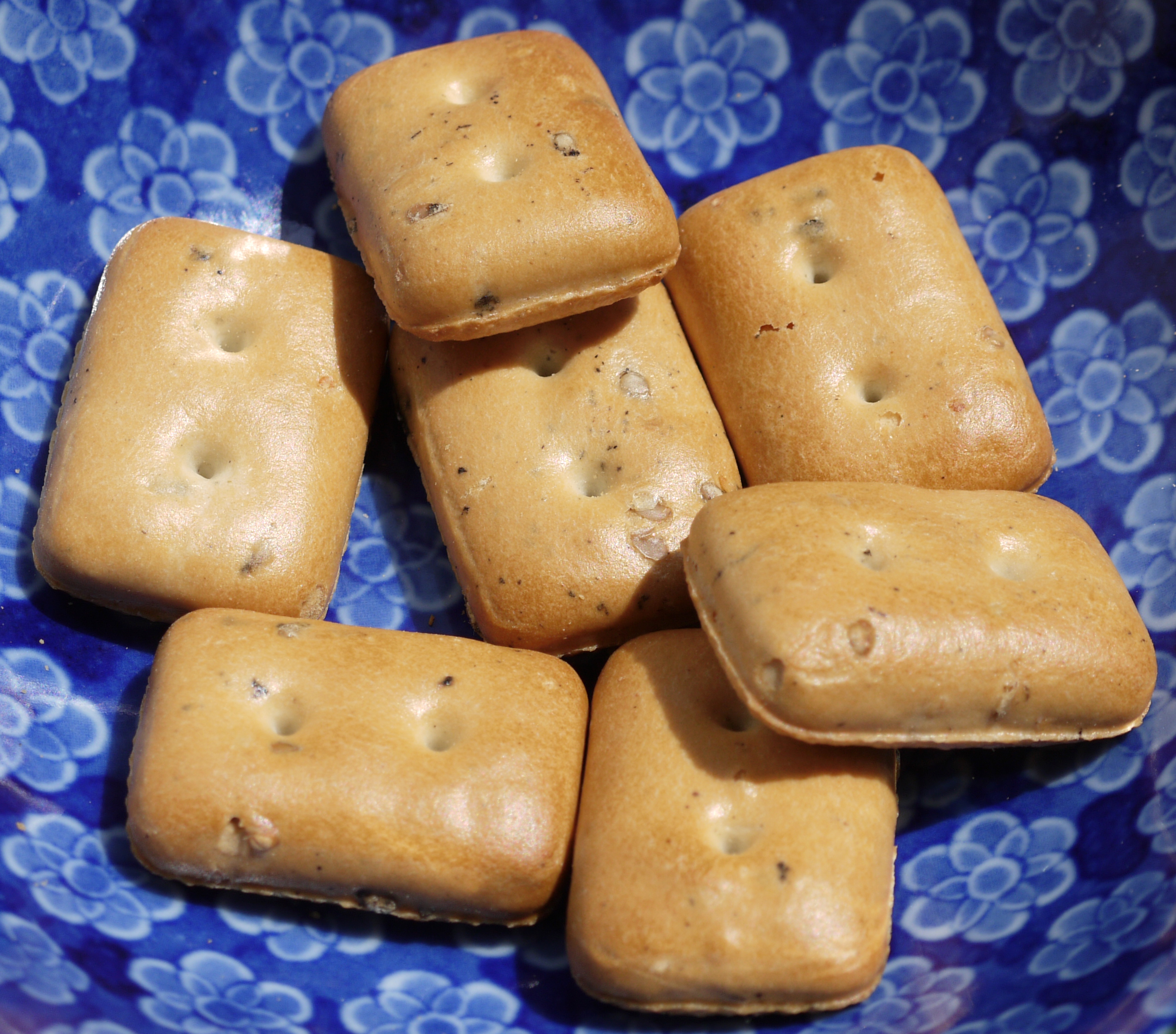
일본식 건빵
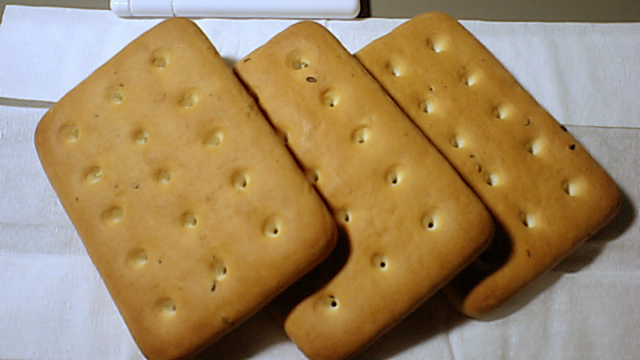
일본 해상자위대의 건빵

## 같이 보기
- 크래커
- 빵 목록
- 마차 (음식)
- MRE
- 페미컨
- 러스크
- 소다 크래커
- 잠바 (음식)